# Erik Chisholm
Erik William Chisholm (født 4. januar 1904 i Glasgow, Skotland - død 8. juni 1965 i Kapstaden, Sydafrika) var en skotsk komponist, professor, rektor, pianist, organist og dirigent.
Chisholm studerede komposition klaver, orgel og direktion på Det skotske Nationale Musikkonservatorium, og på Det kongelige Musikkonservatorium i London, og forsatte sine kompositionsstudier på Edinburgh Universitet hos Donald Tovey. Han har skrevet 2 symfonier, orkesterværker, operaer, 2 klaverkoncerter, violinkoncert, kammermusik, balletmusik etc. Chisholm tog til Sydafrika, nærmere Kapstaden i (1946) og blev rektor, professor og lærer i komposition på Sydafrikas Kongelige Musikkonservatorium. Her forblev han til sin død i (1965).

## Udvalgte værker
- Symfoni nr. 1 (1938) - for orkester
- Symfoni nr. 2 "Ossian" (1939) - for orkester
- Klaverkoncert nr. 1 "Piobaireachd" (1937) - for klaver og orkester
- Klaverkoncert nr. 2 "om hindustanske temaer" (1948–1949) - for klaver og orkester
- Violinkoncert (1950) - for violin og orkester
- Danse suite (1932) - for klaver og orkester